# Кадыш, Александр Михайлович
Алекса́ндр Миха́йлович Ка́дыш (при рождении Изра́иль Ми́хелевич Ка́дыш; 1894, Ростов-на-Дону — 20 сентября 1938, Бутово-Коммунарка) — участник гражданской войны в России, организатор советского кинопроизводства, начальник сектора просмотров Главного управления кинофотопромышленности при СНК СССР.

## Биография
Родился в Ростове-на-Дону (Область Войска Донского). Образование начальное. Служил в Рабоче-крестьянской Красной армии.
В 1920—1921 годах работал заведующим центральной театральной кассой, заведующим кинотеатром «Колизей» в Ростове-на-Дону, инструктором Музыкального отдела Главполитпросвета Наркомпроса РСФСР. В 1922 году — сотрудник административно-хозяйственного отдела, заведующий клубом Московской таможни. В 1923—1924 годах — заведующий нотным отделом фирмы «Миллер и Co.», администратор кабаре «Шато де флер» в Ростове-на-Дону, корабельный строитель в Новороссийске, заведующий комендатурой Южного таможенного округа.
В 1924—1925 годах — руководитель и организатор лёгких кинотеатров вокруг Москвы, заведующий Вторым госкинотеатром в Москве (ныне «Метрополь»). Организовывал закрытые просмотры новых фильмов в Ассоциации революционной кинематографии (АРК). В 1925—1930 года работал в экспортно-импортном отделе АО «Совкино», затем — в экспортно-импортной конторе «Инторгкино». В апреле 1931 года был уволен, получив отрицательную характеристику комиссии Рабоче-крестьянской инспекции по чистке аппарата в киноорганизациях.
В 1931—1933 годах — заведующий строительным участком, заместитель начальника строительства нескольких объектов НКТП СССР, помощник начальника строительства Центральных транспортных курсов ОГПУ.
С ноября 1933 по май 1937 года — начальник сектора просмотров Главного управления кинофотопромышленности (ГУКФ) при СНК СССР (с августа 1936 года — Главного управления кинематографии Всесоюного комитета по делам искусств при СНК СССР). В задачи сектора входили организация и техническое обеспечение просмотров выпускаемых картин И. В. Сталиным и членами Политбюро ЦК ВКП(б), СНК СССР, а также дипломатическим корпусом в кинозалах закрытого типа в Москве (в том числе в Кремле) и её окрестностях, а также общественных просмотров фильмов на партийных съездах, конференциях и других значимых мероприятиях. Сектор просмотров осуществлял также технический приём всех новых картин, выпускаемых киностудиями страны. Был начальником съёмочной группы кинофильма «Цирк», входил в ближайшее окружение начальника ГУКФ Б. З. Шумяцкого. В январе 1935 года в журнале «Крокодил» вышел фельетон братьев Тур «Набоб», в котором иронически рассказывалось о работе Кадыша в ГУКФ и организации закрытых просмотров для кинематографистов и деятелей культуры.
В марте 1937 года был подвергнут критике в печати. Арестован 20 мая 1937 года. После ареста был подвергнут осуждению на Первом всесоюзном съезде профсоюза киноработников, на собрании творческих работников «Мосфильма». Приговорён 20 сентября 1938 года Военной коллегией Верховного суда (ВКВС) СССР к ВМН за участие в контрреволюционной террористической организации и подготовке терактов против высшего руководства страны. В тот же день расстрелян. Реабилитирован 12 мая 1956 года ВКВС СССР.

## Семья
- Родители — отставной рядовой Михель Израилевич Кадыш, мещанин местечка Саповицы Конинского уезда Калишской губернии (поселился в Ростове-на-Дону в 1873 году), служил в меблированных комнатах, и Сара Лейбовна Кадыш[25][26].